# Bystaden
Bystaden är en bebyggelse i Ås socken i Varbergs kommun i Hallands län, Sverige. Bebyggelsen är sedan 2015 en del av tätorten Årnäs  från att före dessa klassats som en separat småort

## Befolkningsutveckling
| Befolkningsutvecklingen i Bystaden 1990–2010   | Befolkningsutvecklingen i Bystaden 1990–2010 | Befolkningsutvecklingen i Bystaden 1990–2010 | Befolkningsutvecklingen i Bystaden 1990–2010 | Befolkningsutvecklingen i Bystaden 1990–2010 |
| ---------------------------------------------- | -------------------------------------------- | -------------------------------------------- | -------------------------------------------- | -------------------------------------------- |
|                                                |                                              |                                              |                                              |                                              |
| År                                             |                                              |                                              | Folkmängd                                    | Areal (ha)                                   |
| 1990                                           | 1990                                         |                                              | 56                                           | #                                            |
| 1995                                           | 1995                                         |                                              | 71                                           | #                                            |
| 2000                                           | 2000                                         |                                              | 67                                           | #                                            |
| 2005                                           | 2005                                         |                                              | 54                                           | #                                            |
| 2010                                           | 2010                                         |                                              | 62                                           | 10#                                          |
| Anm.: sammanvuxen 2015 med Årnäs # Som småort. |                                              |                                              |                                              |                                              |